# Verneřice
Verneřice är en stad i Tjeckien.   Den ligger i regionen Ústí nad Labem, i den norra delen av landet, 60 km norr om huvudstaden Prag. Verneřice ligger 497 meter över havet och antalet invånare är 1 083.
Terrängen runt Verneřice är huvudsakligen kuperad, men den allra närmaste omgivningen är platt. Runt Verneřice är det ganska glesbefolkat, med 43 invånare per kvadratkilometer. Närmaste större samhälle är Ústí nad Labem, 18,9 km väster om Verneřice. Omgivningarna runt Verneřice är en mosaik av jordbruksmark och naturlig växtlighet.